# Гай Салоний Матидий Патриун
Гай Салоний Матидий Патриун (на латински: Gaius Saloninus (или Salonius) Matidius Patruinus; † 78 г.) е римски политик и сенатор през 1 век.
Произлиза от фамилия с преториански префект ранг от Vicetia (днес Виченца, Северна Италия). През 63 г. Патриун се жени за испанската благородничка Улпия Марциана, дъщеря на римския сенатор Марк Улпий Траян и Марция и по-голяма сестра на бъдещия император Траян. На 4 юли 68 г. Улпия Марциана му ражда единственото им дете, дъщерята Салонина Матидия.
Патриун е богат и служи като претор и става сенатор. През 70/71 г. е вероятно управител на Горна Германия. Той е свещеник и е член на жреческата колегия Арвалски братя.
През 78 г. Патриун умира, съпругата му отива с дъщеря им в дома на Траян и съпругата му Помпея Плотина. Траян няма деца и се отнася към нея като към собствена дъщеря. Улпия Марциана не се омъжва повече. Тя и дъщеря им получават титла Августа.
Дъщеря му Салонина Матидия става майка на Вибия Сабина, която се омъжва за своя втори братовчед, римския император Адриан.
Патриун е прародител и на императорите Марк Аврелий и Комод.